# Oscillation d'étoile à neutrons
L'astérosismologie étudie la structure interne de notre Soleil et d'autres étoiles en utilisant des oscillations. Ceux-ci peuvent être étudiés en interprétant le spectre de fréquence temporelle acquis grâce à des observations. De la même manière, les étoiles à neutrons les plus extrêmes pourraient être étudiées et, peut-être nous donner une meilleure compréhension de la structure interne d'une étoile à neutrons, et aider à déterminer l'équation d'état de la matière à des densités nucléaires. Les scientifiques espèrent également prouver, ou rejeter, l'existence des étoiles à quarks (ou étoiles étranges), à travers ces études.

## Types d'oscillations
Les modes d'oscillations sont divisés en sous-groupes, chacun avec un comportement différent. Ils sont d'abord divisés en modes sphériques et toriques, ces derniers étant divisés en modes radiaux et non-radiaux. Les modes sphériques sont des oscillations dans la direction radiale, tandis que les modes toroïdaux oscillent horizontalement, perpendiculairement à la direction radiale. Les modes radiaux peuvent être considérés comme un cas particulier de ceux non-radiaux. En règle générale, seuls les modes sphériques sont pris en compte dans les études d'étoiles, car ce sont les plus faciles à observer, mais les modes toroïdaux pourraient également être étudiés.

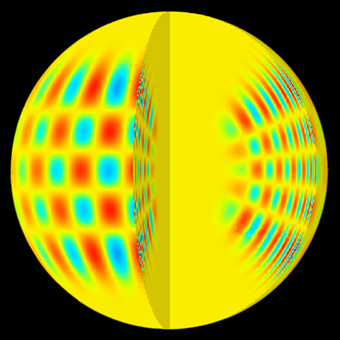
Illustration d'une oscillation de mode p prenant pour exemple de corps céleste le Soleil.

Dans notre Soleil, seuls trois types de modes ont été trouvés jusqu'à présent, à savoir les modes p, g et f. L'héliosismologie étudie ces modes avec des périodes de l'ordre de la minute, tandis que pour l'étude des étoiles à neutrons, les périodes sont beaucoup plus courtes, souvent en secondes voire en millisecondes.
- Les modes p ou modes de pression, sont déterminées par la vitesse locale du son dans l'étoile, par conséquent. Il est grandement dépend de la densité et de la température de l'étoile à neutrons, ils sont alimentés par les fluctuations de la pression interne dans le milieu stellaire. Les périodes typiques prédites se situent autour de 0,1 ms.
- Les modes g ou modes de gravité, ont une flottabilité comme force de rappel, mais ne doivent pas être confondus avec les ondes gravitationnelles. Les modes-g sont limités aux régions intérieures de l'étoile à neutrons avec une croûte solide, et on prédit des périodes d'oscillation entre 10  et   400 ms. Cependant, ils peuvent également avoir de longues périodes d'oscillation sur des durées plus longues de 10 s.
- Les modes f ou modes fondamentaux, sont des modes-g confinés à la surface de l'étoile à neutrons, semblable à des ondulations dans un étang. Les périodes prédites sont comprises entre 0,1  et   0,8 ms.

Les propriétés extrêmes des étoiles à neutrons permettent plusieurs autres types de modes.
- Les modes s ou modes de cisaillement, apparaissent dans deux cas ; une à l'intérieur, et une superfluidité dans la croûte. Dans la croûte, ils dépendent principalement du module de cisaillement de celle-ci. Les périodes prédites varient entre quelques millisecondes et quelques dizaines de secondes.
- Les modes i ou modes d'interface, apparaissent a l’interface des différentes couches de l'étoile à neutrons, provoquant des ondes de déplacement avec des périodes dépendant de la densité locale et de la température à l'interface. Les périodes typiques prédites se trouvent à quelques centaines de millisecondes[3].
- Les modes t ou modes de torsion, sont provoqués par des mouvements tangentiellement à la surface de la croûte. Les périodes prédites sont plus courtes durant environ 20 ms.
- Les modes r ou modes de Rossby (un deuxième type de mode toroïdal) apparaissent uniquement dans les étoiles en rotation et sont causés par la force de Coriolis agissant comme force de rappel le long de la surface. Leurs périodes sont du même ordre que la rotation de l'étoile. Une description phénoménologique pourrait être trouvée au lien suivant : (en) [1]
- Les modes w ou modes d'ondes gravitationnelles sont des effets relativistes, tel que la dissipation de l'énergie par le biais des ondes gravitationnelles. Leur existence a d'abord été suggérée par un problème posé par Kokkotas et Schutz[4] et vérifié numériquement par Kojima[5], dont les résultats ont été corrigés et prolongés par Kokkotas et Schutz à nouveau[6]. Il existe trois types d'oscillations des modes-w : mode de courbure, d'état d'excitation et d'interface, avec des périodes théoriques de quelques microsecondes.
  - Les modes piégés existeraient dans les étoiles très compactes. Leur existence a été suggérée par Chandrasekhar et Ferrari[7], Mais jusqu'à présent, aucune équation d'état réaliste n'a été trouvée permettant la formation des étoiles assez compactes pour soutenir ces modes.
  - Les modes de courbure existent dans tous les étoiles relativistes et sont liés à la courbure de l'espace-temps. Les modèles et études numériques[8] suggèrent un nombre illimité de ces modes.
  - Les modes d’interface ou modes-wII[9] sont semblables à des ondes acoustiques dispersées hors d'une sphère ; il semble y avoir un nombre fini de ces modes. Ils sont rapidement amortis en moins d'un dixième de milliseconde, et ainsi difficiles à observer[10].

Plus de détails sur les modes de pulsations stellaires et une comparaison avec les modes de trous noirs peuvent être trouvés dans la revue Living par Kokkotas et Schmidt.

## Excitation des oscillations
En général, les oscillations sont provoquées quand un système est perturbé à partir de son équilibre dynamique, et le système, en utilisant une force de restauration, tente de revenir à cet état d'équilibre. Les oscillations des étoiles à neutrons sont probablement faibles, avec de petites amplitudes. Mais exciter, ces oscillations pourraient augmenter leurs amplitudes permettant d'être observables. L'un des mécanismes d'excitation généraux est une production d'explosions. Ce coup ajoute de l'énergie au système, qui excite et augmente les amplitudes des oscillations, et il est donc plus facile de les observer. En dehors de ces explosions, d'autres mécanismes ont été proposés pour contribuer à ces excitations :
- La supernova qui créé une étoile à neutrons est un bon candidat, car elle libère d'énormes quantités d'énergie.
- Pour un système binaire avec au moins une étoile à neutrons, le processus d'accrétion se développe comme la matière dans l'étoile, et pourrait être une source de libération d'énergie.
- Le rayonnement gravitationnel est libéré en tant que composants dans un système binaire spirale rapprocher les uns des autres, libérant de l'énergie qui pourrait être suffisamment énergique pour que les excitations soit visibles.
- La soudaine transition de phase (similaire à la congélation de l'eau) lors de la transition vers, par exemple, une étoile étrange ou un condensat de quarks. Cela libère l'énergie qui pourrait être partiellement canalisée vers les excitations.

## Amortissement des modes
Les oscillations sont amorties à travers différents processus dans l'étoile à neutrons, et ne sont pas encore bien compris. Une grande variété de mécanismes différents ont été trouvés, mais la force de leur impact diffère entre les modes.
- Comme les concentrations relatives des protons, les  neutrons et les électrons sont modifiés, une petite partie de l'énergie sera emportée par émission de neutrinos. Les temps d'amortissement sont très longs car les neutrinos légers ne peuvent pas libérer beaucoup d'énergie à partir du système.
- Un champ magnétique oscillant émet un rayonnement électromagnétique dont la puissance dépend essentiellement de celle du champ magnétique. Le mécanisme n'est pas très puissant avec des temps atteignant des jours d'amortissement, voire des années.
- Le rayonnement gravitationnel a été beaucoup discuté, avec des temps censés être aux alentours de dixièmes de millisecondes d'amortissement.
- Comme le noyau et la croûte d'une étoile à neutrons se déplacent l'un par rapport à l'autre, il y a un frottement interne qui libère une petite partie d'énergie. Ce mécanisme n'a pas été étudié en profondeur, mais les temps d'amortissement sont soupçonnés se compter en années.
- Lorsque l'énergie cinétique des oscillations est convertie en énergie thermique dans un processus non-adiabatique, il est possible que beaucoup d'énergie se libère, bien que ce mécanisme soit difficile à étudier[10].

## Observations
Jusqu'à présent, la plupart des données sur les oscillations d'étoiles à neutrons proviennent des explosions de quatre sursauteurs gamma mous, en particulier l'événement du 27 décembre 2004 de SGR 1806-20. Parce que peu d'événements ont été observés, on a peu de certitude sur les étoiles à neutrons et la physique de leurs oscillations. Les explosions qui sont nécessaires pour les analyses ne se produisent que de façon sporadique et sont relativement brèves. Compte tenu de la connaissance limitée, un grand nombre d'équations entourant la physique autour de ces objets sont paramétrés pour ajuster les données observées. Cependant, avec un plus grand nombre de projets capables d'observer ces types d'explosions avec une plus grande précision, et le développement d'espoir d'études de mode-w, l'avenir semble prometteur pour une meilleure compréhension de l'un des sujets les plus exotiques de l'Univers.

## Sources
- G. L. Israel et al., « Discovery of rapid x-ray oscillations in the tail of the SGR 1806-20 hyperflare », The Astrophysical périodique, vol. 628,‎ 2005, L53–L56 (DOI 10.1086/432615, Bibcode 2005ApJ...628L..53I, arXiv astro-ph/0505255)
- T. E. Strohmayer et A.L. Watts, « Discovery of fast x-ray oscillations during the 1998 giant flare from SGR 1900+14 », The Astrophysical périodique, vol. 632,‎ 2005, L111–L114 (DOI 10.1086/497911, Bibcode 2005ApJ...632L.111S, arXiv astro-ph/0508206)
- A. L. Piro et L. Bildsten, « Surface modes on bursting neutron stars and X-ray burst oscillations », The Astrophysical périodique, vol. 629,‎ 2005, p. 438–450 (DOI 10.1086/430777, Bibcode 2005ApJ...629..438P, arXiv astro-ph/0502546)
- A. L. Piro et L. Bildsten, « Neutron star crustal interface waves », The Astrophysical périodique, vol. 619,‎ 2004, p. 1054–1063 (DOI 10.1086/426682, Bibcode 2005ApJ...619.1054P, arXiv astro-ph/0410197)